# Slaget vid Pliska
Slaget vid Pliska var egentligen en serie slag som utkämpades i Bulgarien år 811. På ena sidan stod den bysantinske kejsaren Nikeforos I och på den andra Krum av Bulgarien.
Den bysantinska hären plundrade och brände ner Bulgariens huvudstad Pliska, vilket gav bulgarerna tid att blockera pass i Balkanbergen. Det slutliga slaget ägde rum 26 juli 811, huvudsakligen vid Varbitsapasset, varvid bulgarerna framgångsrikt lyckades överraska den kejserliga hären som i det närmaste blev helt förintad. Kejsaren Nikeforos dog i slaget. Efter slaget lät Krum ingjuta Nikeforos kranium i silver, vilket han sedan använde som en vinbägare.
Slaget vid Pliska var ett av de största nederlagen i Bysantinska rikets historia, och det fick till följd att bysantinska härskare avhöll sig från att skicka trupper norr om Balkanbergen under mer än 150 år därefter. Detta ökade bulgarernas inflytande och bidrog till stor territoriell expansion för Första bulgariska riket.